# Louis Boyer (astronom)
Louis Boyer, francoski astronom, * 20. januar 1901,  † 1999.

## Delo
Louis Boyer je deloval na Observatoriju Alžir, ki je v mestu Alžir (država Alžirija). Odkril je 40 asteroidov. Njegov prvi odkriti asteroid je bil 1177 Gonnessia v letu 1930.

## Priznanja

### Poimenovanja
Njemu v čast so poimenovali asteroid 1215 Boyer, ki ga je odkril Alfred Schmitt v letu 1932.